# Canadian Internet Handbook
Canadian Internet Handbook (en español: Manual Canadiense de Internet) fue una serie de libros de no ficción escritos por Jim Carroll y Rick Broadhead. Se publicó por primera vez en marzo de 1994, dirigida a una audiencia nueva en el uso de computadoras, y describía los conceptos básicos sobre cómo usar Internet.Los libros contenían información sobre qué es Internet, cómo conectarse, cómo funciona, así como un directorio de servicios basados en Internet.

## Recepción
A las seis semanas de su publicación inicial, el 7 de marzo de 1994, Canadian Internet Handbook se convirtió en el libro más vendido en Canadá según The Globe and Mail y el National Post.Las reseñas de las ediciones iniciales y posteriores fueron en su mayoría favorables, destacando la experiencia de los autores y la exhaustividad de los libros.El éxito continuó durante la década de 1990, pero la burbuja puntocom de 2001 provocó finalmente el declive de la serie. No se publicaron más ediciones.